# S Guanabara (S-10)
O S Guanabara (S-10) foi um submarino da marinha do Brasil de 1972 a 1983.
Construído no estaleiro da Electric Boat Company, em Connecticut, ele foi lançado ao mar em 27 de outubro de 1945. O primeiro de sua classe, foi batizado USS Dogfish (SS-350) e oficialmente incorporado a marinha de guerra dos Estados Unidos em 29 de abril de 1946. Entre 1947 e 1948, foi enviado aos estaleiros de Philadelphia Naval Shipyard para modernização. Nos anos seguintes participou principalmente de missões de treinamento, tanto na costa americana quanto na Europa. No começo da década de 1950, ficou quase três anos no mar do caribe.
O Dogfish se juntou então a Sexta Frota americana em março de 1955, conduzindo missões de patrulha no Mar Mediterrâneo antes de voltar para casa em junho do mesmo ano. Em 1958, retornou ao continente europeu, depois de alguns exercícios com a OTAN, e então recebeu mais atualizações antes de voltar para o mediterrâneo no ano seguinte. Em 1960, voltou a sua base de origem em Connecticut. Em julho de 1972, após quase trinta anos de serviço, foi aposentado pela marinha dos Estados Unidos. Nesse mesmo ano foi vendido para o Brasil. Rebatizado Guanabara (S-10), ficou no serviço ativo da marinha brasileira até 1983.